# Sokolac
Sokolac (cyr. Соколац) – miasto w Bośni i Hercegowinie, w Republice Serbskiej, siedziba gminy Sokolac. W 2013 roku liczyło 5502 mieszkańców.